# Polestar
Polestar — шведский автомобильный бренд, основанный в 1996 году как Flash Engineering. Позже компания была переименована в Polestar Racing, а затем приобретена в 2015 году компанией Volvo Cars . Штаб-квартира находится в Торсланде недалеко от Гётеборга, Швеция. Её автомобили производятся в Китае, где находится компания Geely, материнская компания Volvo.
Название Polestar происходит от гоночной команды STCC Polestar, которая породила компанию Polestar Performance AB, в свою очередь, приобретённую Volvo Cars в июле 2015 года. Гоночная команда сменила название на Cyan Racing, сохранив при этом тесные связи с Volvo.
В сентябре 2021 года Polestar объявила о намерении выйти на биржу посредством соглашения об объединении бизнеса с Gores Guggenheim, Inc.

## История
Истоки компании можно отнести к основанию в 1996 году Flash Engineering, шведской гоночной команды, участвующей в чемпионате Швеции по кузовным гонкам (STCC). Команда была продана и переименована в Polestar Racing, которая начала модифицировать Volvo для гонок в конце 2000-х. В 2009 году бренд стал официальным партнером Volvo по модификации существующих моделей под брендом Polestar Performance . В конечном итоге Volvo купила компанию в июле 2015 года и начала продавать модели с усовершенствованной технологией Polestar напрямую через своих реселлеров.
Компания Polestar также выпустила прототипы автомобилей, первым из которых стал прототип C30 Polestar Performance Concept (2010 г.), развивающий более чем 405 л.с.(300 кВт)  и 510 Н*м .
Концепт Volvo S60 Polestar является наследником модели C30 Polestar, оснащенной модифицированным двигателем T6 мощностью 508 л. с., выпущенной в июне 2012 года Машина разгоняется от 0 до 100 км/ч  за 3,9 секунды при максимальной скорости более 300 км/ч. Motor Trend протестировала автомобиль на трассе Mazda Raceway Laguna Seca, где он побил рекорд круга для четырехдверных автомобилей, сравняв время круга с Audi R8.
Выбор моделей Polestar с бензиновым и гибридным двигателем:
| Представлено | Модель                                     | Тип          | Двигатель                                               | Трансмиссия                           |
| ------------ | ------------------------------------------ | ------------ | ------------------------------------------------------- | ------------------------------------- |
| 2009 год     | Концепт Volvo C30 Polestar                 | концепция    | 5-цилиндровый, 2500 см³, с турбонаддувом, 451 л. с.     | Полный привод, 6-ступенчатая механика |
| 2012 год     | Концепт Volvo S60 Polestar                 | концепция    | 6-цилиндровый, 3000 см³, с турбонаддувом, 508 л. с.     | Полный привод, 6-ступенчатая механика |
| 2013         | Volvo S/V60 Полестар                       | производство | 6-цилиндровый, 3000 см³, с турбонаддувом, 350 л. с.     | Полный привод, 6-ступенчатый автомат  |
| 2016 год     | Volvo S/V60 Полестар Драйв-Е               | производство | 4-цилиндровый, 1969 см³, с турбонаддувом, 367 л. с.     | Полный привод, 8-ступенчатый автомат  |
| 2018 год     | Volvo S60 T8 Разработано полюсной звездой  | производство | 4-цилиндровый, 1969 см³, подключаемый гибрид, 415 л. с. | Полный привод, 8-ступенчатый автомат  |
| 2020 год     | Volvo V60 T8 Разработано полюсной звездой  | производство | 4-цилиндровый, 1969 см³, подключаемый гибрид, 415 л. с. | Полный привод, 8-ступенчатый автомат  |
| 2020 год     | Volvo XC60 T8 Разработано полюсной звездой | производство | 4-цилиндровый, 1969 см³, подключаемый гибрид, 415 л. с. | Полный привод, 8-ступенчатый автомат  |

В октябре 2017 года Volvo Cars и Geely Holding объявили, что Polestar станет самостоятельным брендом, специализирующимся на электромобилях.

## Продукты

### Серийные автомобили
| Начало производства | Модель     | Тип                                             | Состояние                 | Двигатель                                               | Трансмиссия                                                |
| ------------------- | ---------- | ----------------------------------------------- | ------------------------- | ------------------------------------------------------- | ---------------------------------------------------------- |
| 2018 год            | Поулстар 1 | Спортивный автомобиль / Гранд-турер             | Снято с производства      | 4-цилиндровый, 1969 см³, подключаемый гибрид, 600 л. с. | Полный привод. 8-ступенчатый автомат                       |
| 2020 год            | Поулстар 2 | Компактный представительский автомобиль         | Производство              | Общий результат EFAD + ERAD 300 кВт                     | ВПЕРЕД, полный привод. 1-скоростная фиксированная передача |
| 2023 год            | Поулстар 3 | Среднеразмерный роскошный кроссовер-внедорожник | Производство              | Общий результат EFAD + ERAD 360—380 кВт                 | Полный привод. 1-скоростная фиксированная передача         |
| 2024 год (расчет.)  | Поулстар 4 | Компактный роскошный кроссовер-внедорожник      | Подготовка к производству |                                                         | 1-скоростная фиксированная передача                        |
| 2025 год (расчет.)  | Поулстар 5 | Представительский автомобиль                    | Подготовка к производству |                                                         | 1-скоростная фиксированная передача                        |
| 2026 год (расчет.)  | Поулстар 6 | Гранд турер                                     | Подготовка к производству |                                                         | 1-скоростная фиксированная передача                        |

Компания Polestar выпустила два электромобиля. Первым было Polestar 1, роскошное купе с формулой 2+2, вдохновленное концептуальным купе Volvo, представленным в 2013 году и включающим в себя элементы Volvo P1800 . Polestar 1 был представлен 17 октября 2017 года и производился в период с 2019 по 2021 год. Polestar 1 производился в новом специально построенном производственном центре Polestar в Чэнду, Китай, с 2019 года со скоростью до 500 штук в год. В последний год производства была выпущена ограниченная версия Polestar 1, окрашенная в золотой цвет. Всего было выпущено 25 единиц.
В 2019 году компания Polestar анонсировала свой второй автомобиль — электромобиль Polestar 2 . Он был представлен 27 февраля 2019 года в ходе онлайн-презентации, которая транслировалась из штаб-квартиры Polestar в Гетеборге, Швеция. Сразу после этого состоялся его публичный дебют на Женевском автосалоне 2019 года. Он производится на существующем заводе Volvo Cars в Тайчжоу, Китай. Он получит обновление среднего срока службы своей модели 2024 года, перейдя на заднеприводную компоновку для одномоторного варианта, а также различные технические и косметические изменения для базовой модели и пакета производительности соответственно. Он также заменит существующую переднюю решетку на переднюю часть, окрашенную в цвет кузова, которая будет содержать новое оборудование безопасности, в том числе фронтальную камеру и новый радар среднего радиуса действия, соответствующий Polestar 3, получивший название «SmartZone».

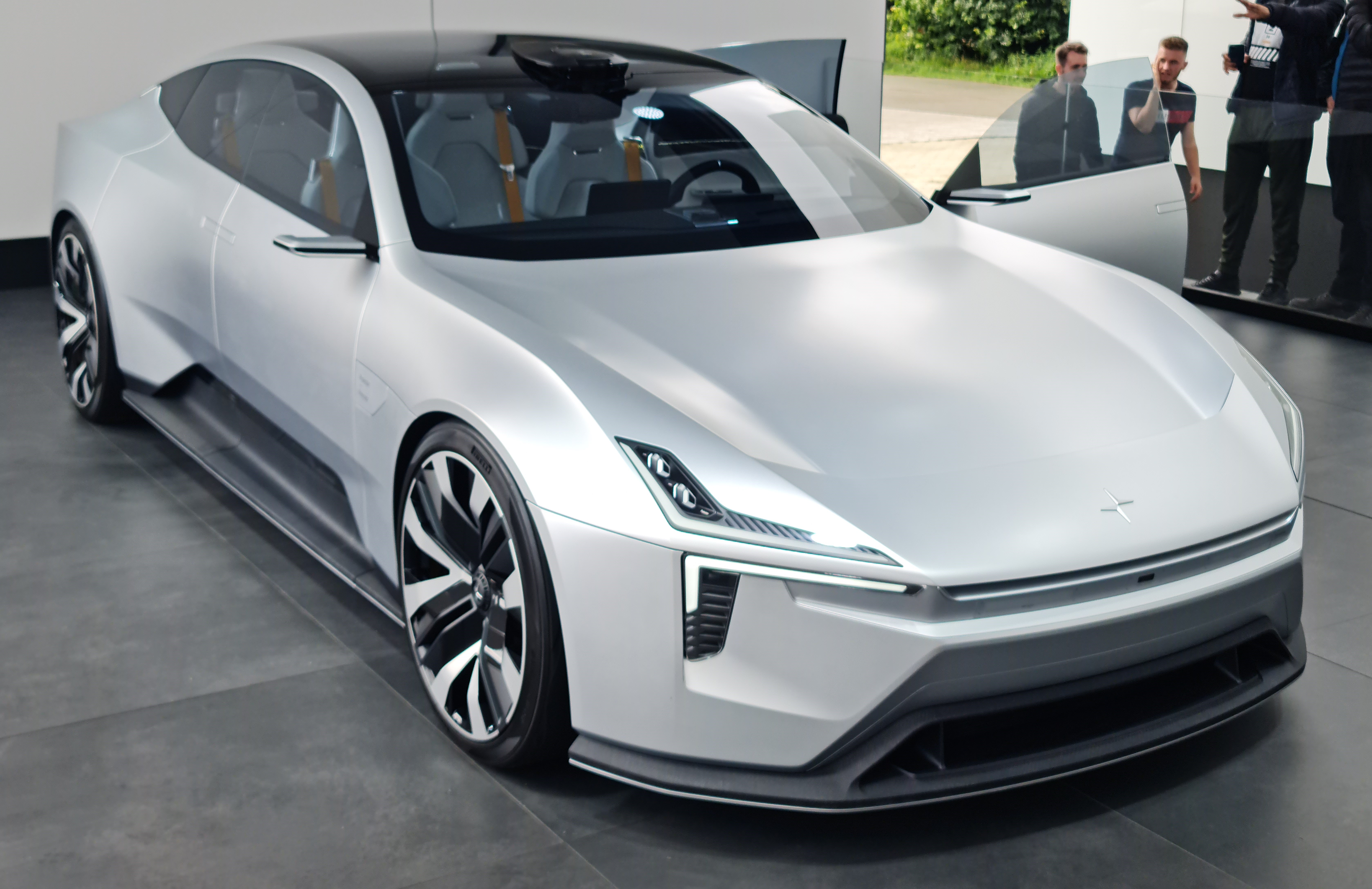
Заповедь Полярной звезды

### Оптимизация производительности
Под маркой «Polestar Engineered» компания «Polestar» предлагает усовершенствования для автомобилей Volvo, которые обеспечивают лучшую производительность. Примерами являются оптимизации двигателя с сохранением гарантии и неизменным расходом топлива и выбросами. Оптимизация двигателя увеличивает выходную мощность и крутящий момент, которые варьируются в зависимости от модели двигателя. Можно изменить реакцию дроссельной заслонки и настроить характер трансмиссии.
В 2022 году была выпущена специальная версия Polestar 2 как продукт Polestar Engineered: ограниченная серия Polestar 2 BST edition 270, из которых будет выпущено всего 270 экземпляров.

### Предстоящие автомобили

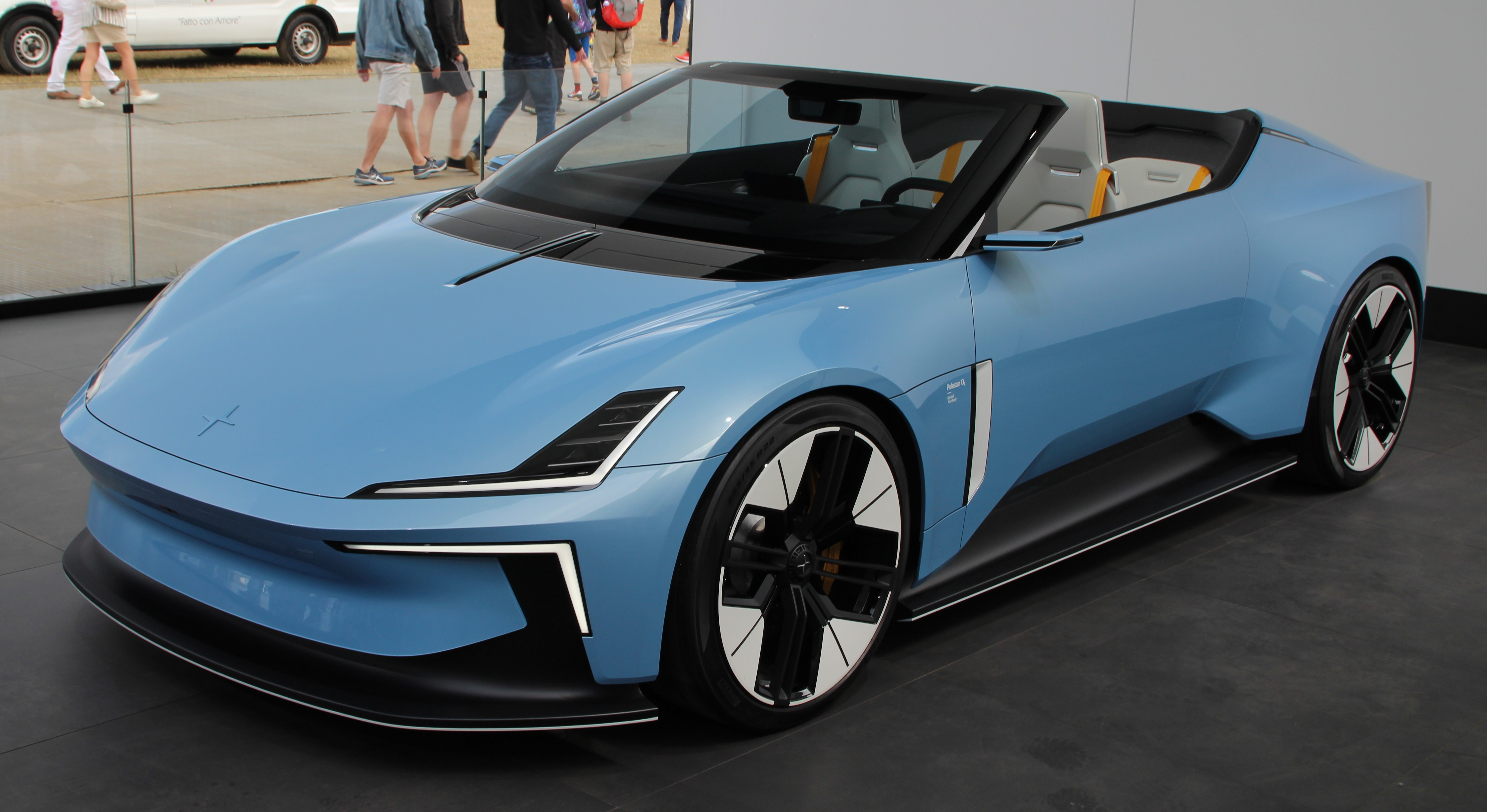
Концепция Polestar O _{2}

Марка анонсировала новые модели, которые дебютируют начиная с 2022 года. Это повлечет за собой выпуск модели Polestar 3, а в последующие годы — моделей 4 и 5. 25 февраля 2020 года компания Polestar представила концепт-кар Precept . Ожидалось, что он дебютирует на Женевском автосалоне 2020 года, мероприятие было отменено из-за пандемии COVID-19 . Ожидается, что он будет запущен в 2024 году под названием Polestar 5.
В марте 2022 года компания Polestar представила концепт родстера под названием Polestar O 2, а позже, в августе 2022 года, компания Polestar анонсировала шестую новую модель родстера, получившую название Polestar 6, на основе концепт-кара O 2, производство которой ожидается в 2026 году.

## Гонки
Polestar сотрудничает с Volvo с 1996 года, начиная с гонок на автомобилях Volvo и участвуя в разработке гоночных автомобилей для Cyan Racing . В 2014 году компания Polestar участвовала в разработке Volvo S60 с двигателем V8, который участвовал в гонках Garry Rogers Motorsport в австралийской серии V8 Supercars . Роберт Дальгрен был командирован в Австралию в 2014 году в рамках этой программы и отказался от участия в конце 2016 года

## Спор и запрет логотипа во Франции
Французская компания Citroën посчитала, что логотип компании Polestar, также состоящий из шевронов, слишком близок к логотипам ее брендов Citroën и DS Automobiles . Из-за отсутствия мирового соглашения Citroën обратился в Трибунал де Гранде в июле 2019 года. Последний решением от 4 июня 2020 года был вынесен в пользу французского производителя, решение подтверждено апелляцией 14 июня 2020 года. Декабрь 2021. В результате автомобили Polestar нельзя приобрести во Франции. В сентябре 2022 года сообщалось, что Citroën и Polestar урегулировали спор.

## Другие предприятия
В августе 2022 года компания объявила, что будет поставлять Candela аккумуляторы для электрических лодок, которые будут «летать» на подводных крыльях.

## Рекомендации
1. ↑  Polestar announces new management team (Press release) (англ.). Polestar.{{cite press release}}:  Википедия:Обслуживание CS1 (url-status) (ссылка)
2. ↑  Polestar inaugurates new headquarters in Sweden (Press release) (англ.). Polestar.{{cite press release}}:  Википедия:Обслуживание CS1 (url-status) (ссылка)
3. ↑  Polestar announces World Manufacturer Identifier and opens new Production Centre in China (Press release) (англ.). Polestar. Архивировано из оригинала 2 сентября 2019. Дата обращения: 2 октября 2023.
4. ↑  Volvo S60 Polestar Limited Edition (англ.). Polestar AB (2013). Дата обращения: 27 февраля 2019. Архивировано из оригинала 27 августа 2013 года.
5. ↑  Polestar Performance gives your Volvo more performance (англ.). Polestar AB. Дата обращения: 23 января 2013. Архивировано из оригинала 18 апреля 2013 года.
6. ↑  History (англ.). Cyan Racing. Дата обращения: 4 декабря 2015. Архивировано из оригинала 8 декабря 2015 года.
7. ↑  Volvo Cars buys 100 per cent of Polestar (брит. англ.). www.media.volvocars.com. Дата обращения: 2 декабря 2019. Архивировано 30 сентября 2020 года.
8. ↑  Yarrow, Richard. Volvo C30 Polestar review (англ.). www.evo.co.uk. Dennis Publishing Ltd. (24 мая 2010). Дата обращения: 27 февраля 2019. Архивировано 24 сентября 2015 года.
9. ↑  Meissner, Johan. Polestar presents Volvo S60 Polestar at the TTA Gothenburg City Race (англ.). ttagroup.se. Touring Car Team Association (7 июня 2012). Дата обращения: 23 января 2013. Архивировано из оригинала 19 ноября 2012 года.
10. ↑  Polestar presents Volvo S60 Polestar performance concept (англ.). Polestar AB. Дата обращения: 23 января 2013. Архивировано из оригинала 18 апреля 2013 года.
11. ↑  Kiino, Ron. Volvo S60 Polestar Track Test – 'Vette, Viper, Volvo? (англ.). www.motortrend.com. MotorTrend (8 января 2013). Дата обращения: 27 февраля 2019. Архивировано из оригинала 10 января 2013 года.
12. ↑  Polestar to become the new electrified performance brand for Volvo Cars (англ.). www.polestar.com. Polestar AB (2017). Дата обращения: 8 июля 2017. Архивировано из оригинала 8 июля 2017 года.
13. ↑  Polestar to become the new electrified performance brand for Volvo Cars (англ.). www.polestar.com. Polestar AB (2017). Дата обращения: 8 июля 2017. Архивировано из оригинала 8 июля 2017 года.
14. ↑  Volvo Cars and Geely Holdings invest 5 billion RMB to develop Polestar (брит. англ.). www.media.volvocars.com. Дата обращения: 2 декабря 2019. Архивировано 24 сентября 2020 года.
15. ↑  Lambert, Fred. Volvo's Polestar unveils performance electric car, announces new 'Tesla Model 3 competitor' (англ.) (17 октября 2017). Дата обращения: 27 февраля 2019. Архивировано 26 февраля 2019 года.
16. ↑  Valle, Marius. Avduket i dag: Slik blir de elektriske sportsbilene fra Volvo (швед.). Teknisk Ukeblad (17 октября 2017). Дата обращения: 17 октября 2017. Архивировано 18 октября 2017 года.
17. ↑  The golden goodbye to Polestar 1 (англ.). The golden goodbye to Polestar 1. Дата обращения: 22 июня 2022. Архивировано 1 июля 2022 года.
18. ↑  Polestar 2 electric powertrains | Polestar UK (англ.). Polestar 2 electric powertrains | Polestar UK. Дата обращения: 22 июня 2022. Архивировано 22 июня 2022 года.
19. ↑  Baldwin, Roberto. The stylish Polestar 2 takes on the Model 3 with a 275-mile range (англ.). Engadget (27 февраля 2019). Дата обращения: 27 февраля 2019. Архивировано 27 февраля 2019 года.
20. ↑  Polestar unveils its first car – the Polestar 1 – and reveals its vision to be the new electric performance brand (англ.). www.media.volvocars.com. Volvo Car Corporation (17 октября 2017). Дата обращения: 27 февраля 2019. Архивировано 30 января 2019 года.
21. ↑  2024 Polestar 2 brings more power, performance and range (англ.). media.polestar.com. Дата обращения: 28 января 2023. Архивировано 28 января 2023 года.
22. ↑  Polestar 2 BST edition 270 | Polestar UK (англ.). Polestar UK. Дата обращения: 22 июня 2022. Архивировано 22 июня 2022 года.
23. ↑  Polestar 3, 4 and 5 teased: large EV SUV coming 2022; crossover coupé, production Precept to follow by 2024. paultan.org (29 сентября 2021). Архивировано 29 сентября 2021 года.
24. ↑  Raja, Shrawan. Everything we know about the Polestar 4 in July 2022 (амер. англ.). topelectricsuv.com (7 июля 2022). Дата обращения: 17 августа 2022. Архивировано 17 августа 2022 года.
25. ↑  Polestar 5 sedan: Everything we know as of July 2022 (амер. англ.). topelectricsuv.com (10 июля 2022). Дата обращения: 17 августа 2022. Архивировано 28 июня 2022 года.
26. ↑  Hyatt, Kyle. Polestar Precept concept prioritizes sustainability, design for its planned Geneva debut. CNET.com (25 февраля 2020). Дата обращения: 25 февраля 2020. Архивировано 25 февраля 2020 года.
27. ↑  Polestar to debut Polestar 5 electric performance 4-door GT prototype and Polestar 2 BST edition 270 at 2022 Goodwood Festival of Speed (англ.). media.polestar.com. Дата обращения: 22 июня 2022. Архивировано 21 июня 2022 года.
28. ↑  The emotions of performance: Polestar 6 to enter production (англ.). The emotions of performance: Polestar 6 to enter production. Дата обращения: 16 августа 2022. Архивировано 18 августа 2022 года.
29. ↑  Doll, Scooter. Polestar (PSNY) announces its O₂ roadster concept will enter production as the Polestar 6 (амер. англ.). Electrek (16 августа 2022). Дата обращения: 17 августа 2022. Архивировано 20 апреля 2023 года.
30. ↑  Bartholomaeus, Stefan (17 июня 2013). Volvo launches V8 Supercar campaign in Brisbane. www.speedcafe.com (англ.). Архивировано 28 февраля 2019. Дата обращения: 27 февраля 2019.
31. ↑  Bartholomaeus, Stefan (16 января 2014). Robert Dahlgren confirmed for Volvo V8 seat. www.speedcafe.com (англ.). Архивировано 1 марта 2019. Дата обращения: 27 февраля 2019.
32. ↑  Tribunal de grande instance de Paris, 4 juin 2020, 19/08639. legifrance.gouv.fr (4 июня 2020). Дата обращения: 10 марта 2022. Архивировано 10 марта 2022 года.
33. ↑  CA Paris, pôle 5 – ch. 1, 14 déc. 2021, n° 20/12598. Doctrine.fr. Дата обращения: 16 марта 2022. Архивировано 16 марта 2022 года.
34. ↑  Entre Citroën et Polestar, les chevrons de la réconciliation. lemonde.fr (31 августа 2022). Дата обращения: 30 сентября 2022. Архивировано 30 сентября 2022 года.
35. ↑  Frangoul, Anmar. EV maker Polestar to provide batteries for 'flying' electric boats (англ.). CNBC. Дата обращения: 7 сентября 2022. Архивировано 6 сентября 2022 года.